# Ayça Aykaç
Ayça Aykaç est une joueuse de volley-ball turque née le 27 février 1996 à İzmir. Elle mesure 1,76 m et joue au poste de libero. Elle totalise 24 sélections en équipe de Turquie.

## Clubs
| Club               | De        | À         |
| ------------------ | --------- | --------- |
| Bursa BBSK         | 2006-2007 | 2008-2009 |
| Vakıfbank İstanbul | 2009-2010 | 2013-2014 |
| İstanbul BBSK      | 2014-2015 | 2014-2015 |
| Vakıfbank İstanbul | 2015-2016 | 2018-2019 |
| Yeşilyurt İstanbul | 2019-2020 | 2019-2020 |
| Vakıfbank İstanbul | 2020-2021 | …         |

## Palmarès

### Équipe nationale
- Championnat du monde des moins de 23 ans[2]
  - Vainqueur : 2017.

### Clubs
- Championnat du monde des clubs
  - Vainqueur : 2017, 2018.
- Ligue des champions
  - Vainqueur: 2017, 2018.
  - Finaliste : 2016.
- Supercoupe de Turquie
  - Vainqueur : 2017.
  - Finaliste : 2018, 2020.
- Championnat de Turquie
  - Vainqueur : 2016, 2018, 2019.
- Coupe de Turquie
  - Vainqueur: 2018.
  - Finaliste : 2017.